# Marie Elisabeth Wrede
Marie Elisabeth Wrede (* 1898 in Salzburghofen; † 1981 in Boulogne-sur-Mer) war eine österreichische Kunstmalerin.
Sie war verheiratet mit Paul Arnold Hallgarten (* 7. Dezember  1902 in Frankfurt am Main; † 1930 Salzburg), dem Sohn Fritz Hallgartens und Yella Bonns, einer Cousine von Moritz Julius Bonn, der wiederum ein Cousin des Kunsthistorikers Aby Warburg war.
Wrede studierte bei Fernand Léger in Paris. Sie verkehrte mit Paul Valéry, Robert und Sonia Delaunay oder auch Picasso, den sie zeichnete.

## Werke in Museen und Sammlungen
Wrede war befreundet mit Paul Valéry, dessen Porträt sie in einer repräsentativen Kaltnadelradierung festhielt. Das Musée national d’art moderne im Pariser Centre Pompidou beherbergt Werke von ihr. Den Rektor der Münchner Universität, Reinhard Demoll, porträtierte sie 1959/1960. Ein Bezug zur Universität bestand durch den Onkel ihres Mannes, den Juristen und Germanisten Robert Hallgarten (1870–1924).